# Balázs Balogh
Balázs Balogh (ur. 11 czerwca 1990 w Budapeszcie) – węgierski piłkarz grający na pozycji defensywnego pomocnika. Od 2019 jest zawodnikiem klubu Paksi FC.

## Kariera klubowa
Swoją karierę piłkarską Balogh rozpoczął w 1996 roku w klubie Goldball. W 2003 roku podjął treningi w juniorach Ferencvárosi TC. Trenował także w szkółkach włoskich klubów: Empoli FC (2007-2008) i US Lecce (2008-2010). W 2010 roku wrócił na Węgry i został zawodnikiem budapeszteńskiego klubu Újpest FC. W nim w pierwszej lidze zadebiutował 27 sierpnia 2010 w przegranym 0:1 wyjazdowym meczu z MTK Budapest FC. W maju 2014 wystąpił w wygranym po serii rzutów karnych finale Pucharu Węgier (po 120 minutach był remis 1:1) z Diósgyőri VTK. Z kolei w lipcu 2014 zdobył Superpuchar Węgier.
Latem 2017 Balogh przeszedł do Puskás Akadémia FC. Zadebiutował w nim 16 lipca 2017 w zremisowanym 1:1 wyjazdowym meczu z Ferencvárosi TC.
| Sezon   | Klub               | Kraj  | Rozgrywki | Mecze | Bramki |
| ------- | ------------------ | ----- | --------- | ----- | ------ |
| 2010/11 | Újpest FC          | Węgry | NB I      | 17    | 3      |
| 2010/11 | Újpest FC II       | Węgry | NB II     | 10    | 3      |
| 2011/12 | Újpest FC          | Węgry | NB I      | 25    | 3      |
| 2011/12 | Újpest FC II       | Węgry | NB II     | 7     | 2      |
| 2012/13 | Újpest FC          | Węgry | NB I      | 29    | 1      |
| 2012/13 | Újpest FC II       | Węgry | NB II     | 1     | 2      |
| 2013/14 | Újpest FC          | Węgry | NB I      | 30    | 1      |
| 2014/15 | Újpest FC          | Węgry | NB I      | 29    | 2      |
| 2015/16 | Újpest FC          | Węgry | NB I      | 30    | 4      |
| 2016/17 | Újpest FC          | Węgry | NB I      | 26    | 4      |
| 2017/18 | Puskás Akadémia FC | Węgry | NB I      | 29    | 0      |
| 2018/19 | Puskás Akadémia FC | Węgry | NB I      | 15    | 0      |
| 2019/20 | Paksi FC           | Węgry | NB I      | 30    | 1      |
| 2020/21 | Paksi FC           | Węgry | NB I      | 22    | 2      |
| 2021/22 | Paksi FC           | Węgry | NB I      | 14    | 1      |

## Kariera reprezentacyjna
Balogh ma w swojej karierze występy w młodzieżowych reprezentacjach Węgier. W dorosłej reprezentacji Węgier zadebiutował 7 września 2014 w przegranym 1:2 meczu eliminacji do Euro 2016 z Irlandią Północną, rozegranym w Budapeszcie.

## Sukcesy
Újpest FC
- Puchar Węgier: 2013/2014
- Superpuchar Węgier: 2014